# Leone Delfino
Leone 'Lillo' Delfino (Asmara, 3 gennaio 1941) è un politico italiano.

## Biografia
Esponente del Partito Socialista Italiano, fu candidato nel 1983 alle elezioni politiche in Calabria senza venire eletto. 
Dopo lo scioglimento del PSI aderisce ai Socialisti Italiani, con i quali nel 1996 è eletto alla Camera all'interno della lista Rinnovamento Italiano. 
Nell'autunno 1998 si avvicina all'area socialista dei Democratici di Sinistra guidata da Valdo Spini.
Nel 1999 passa al Partito Socialista, che successivamente confluisce nel Nuovo PSI; in occasione delle elezioni politiche del 2001 è candidato nel collegio uninominale di Settimo Torinese, ma non viene rieletto.
È tra i fondatori, nel 2003, dell'associazione Socialismo è Libertà. In seguito aderisce a I Socialisti.